# Ереванский кинофестиваль 2009
6-й Ереванский кинофестиваль «Золотой абрикос» 2009 года — прошёл в Ереване — столице Республики Армения с 12 июля по 19 июля при содействии Министерства культуры Армении.

## История
Кинофестиваль проходил с 12 июля по 19 июля 2009 года в столице Армении Ереване. Кинофестиваль ознаменовался торжественным событием — присуждением престижной премии Голливудской ассоциацией иностранной прессы (The Hollywood Foreign Press Association, HFPA). Вручил её директору фестиваля и режиссёру Арутюну Хачатряну представитель HFPA Йорам Каан.
Открытие фестиваля «Золотой абрикос 2009» состоялось премьерой фильма французского режиссёра Лорана Тюэля «Замкнутый круг» с Жаном Рено в главной роли. В фильме говорилось о семье Малакян, в которой сын пытается противостоять властному отцу тем самым пытаясь порвать с преступной деятельностью и начать самостоятельную жизнь. По словам Алена Терзяна — почетного гостя фестиваля и продюсера фильма основная суть картины — роль и значение семейных уз, традиционно присущих армянской семье .

Для участие в 6-м Международном кинофестивале «Золотой абрикос» было заявлено свыше 450 фильмов из 67 стран мира, из которых для участия в конкурсе было выбрано 150 картины. Более 250-ти аккредитованных иностранных журналиста освещали работу фестиваля. Ряд европейских и мировых телеканалов делали обзорные репортажи из Еревана, в числе которых был «Euronews» — работающий на фестивале уже четвёртый год

Фильмы были представлены в трех основных конкурсных номинациях: зарубежные игровые, документальные и «Армянская панорама». Кроме основных номинаций, на фестивале были представлены работы в рамках форума «Режиссёры без границ». В этом году был также несколько изменен формат форума, вместо ранее выдаваемых грантов, было решено оказывать финансирование проектов-победителей. Судили конкурсные фильмы три состава жюри в трех основных номинациях, а также независимое жюри «ФИПРЕССИ» /Международная Федерация кинопрессы/ и Экуменическое или церковное жюри. 

Жюри «Зарубежного игрового кино» возглавил известный японский режиссёр Кохэй Огури, помимо него в состав жюри этой номинации вошли: немецкий режиссёр Альберт Видершпиль являвшийся в своё время руководителем немецкого филиала кинокомпании «20-й век Фокс», Пако Пош из Испании продюсировавший первый фильма Педро Альмодовара, призёр Берлинского кинофестиваля американский актёр Эрик Богоссян; Нана Джорджадзе из Грузии которая за фильм «Учитель любви» была номинирована на «Оскар» в номинации лучший зарубежный фильм, Арсине Ханджян — канадская актриса и супруга знаменитого режиссёра Атома Эгояна.

Председатель фестиваля «Кинотавр» — Александр Роднянский, возглавил жюри документальных фильмов. В составе жюри также были Майкл Видеман из Германии, Ян-Хайдн Смитт из Великобритании, Энис Риза из Турции и Артем Мелкумян, представляющий Армению.
Судили фильмы в номинации «Армянской панорамы» жюри в составе представителей западного и европейского кино армянского происхождения под председательством Айк Балян из Нидерландов — директор «PolyGram Filmed Entertainment», внесшей большой вклад в развитие киноиндустрии Голландии, Бельгии.
В состав жюри «ФИПРЕССИ» были включены Жан-Макс Межан из Франции, Джованни Оттоне из Италии, Арцви Бахчинян, представляющий Армению, и другие. На суд независимого церковного Экуменического жюри в составе Гвидо Конвентса (Бельгия), Дениса Мюллера (Франция) и представителя армянского духовенства были представлены фильмы не только религиозного, но и духовного содержания.
Кинофестиваль «Золотой абрикос» был богат внеконкурсной программой и в особенности ретроспективной.
В рамках программы «Один день в Европе» были показаны картины немецких, французских, польских и голландских режиссёров. Любители интеллектуального кино в рамках ретроспективной программы фестиваля имели возможность увидеть фильмы классиков жанра, таких как Ежи Сколимовски, Роб Нильссон, Кохэя Огури. По уже сложившейся традиции во время фестиваля были проведены мастер-классы с участием именитых режиссёров. В рамках проекта «Ереванские премьеры» зрителям были представлены новая картина Фрэнсиса Форда Копполы «Тетро», фильмы российского режиссёра Сергея Соловьева «Анна Каренина» и «2-Асса-2», а также картина «Граница» режиссёра Арутюна Хачатряна. В программе «Арабские ночи» были представлены фильмы режиссёров из Ливии (в сотрудничестве с немецкими и французскими коллегами), ОАЭ и Алжира .
На фестивале по сравнению с другими годами было ряд нововведений, так во внеконкурсной программе было организованно два новых проекта — «Мастера» и «Сделано в Армении». В программе «Мастера» были представлены картины, посвящённые мэтрам мирового кинематографа — Луису Бунюэлю, Микеланджело Антониони и Тонино Гуэрро. В рамках проекта «Сделано в Армении» были представлены фильмы, снятые за последние годы Национальным киноцентром и студией документальных фильмов «Айк». Кроме этого, впервые в рамках специальной программы документальных картин были представлены фильмы-призёры последних лет одного из самых авторитетных фестивалей документального кино — Нью-Йоркского кино и видео фестиваля «Маргарет Мид».
 Фестиваль ознаменовался 85-летием выдающегося армянского режиссёра Сергея Параджанова и 40-летием его картины «Цвет граната», а также 80-летними юбилеями ещё двух армянских классиков режиссёров — Баграта Ованнисяна и Армана Манаряна. В связи с юбилейными датами в рамках внеконкурсной программы фестиваля были представлены, ставшие классикой отечественного кинематографа работы этих режиссёров .
Торжественная церемония закрытия шестого международного кинофестиваля «Золотой абрикос» началась с премьеры армянской версии картины «Цвет граната» легендарного режиссёра Сергея Параджанова.
После закрытия фестиваля в Ереване «Золотой абрикос» совершил турне по регионам Карабаха, Джавахети, городам и селам Армении. В 2009 году с 12 по 16 августа фестиваль на колесах «Золотой абрикос» во второй раз прошёл в Джавахетие, и 19 по 23 августа в третий раз в Нагорном Карабахе, во время турне на суд зрителю были представлены лучшие фильмы Шестого международного ереванского кинофестиваля «Золотой абрикос». В рамках программы «Золотой абрикос на колесах» специально для юных зрителей организаторы фестиваля были включили в программу и ряд мультфильмов. Фестиваль на колесах прошёл при поддержке министерства культуры Армении, а также министерства культуры и по вопросам молодежи непризнанной НКР.

## Приз «мастеру своего дела»
- Кохэя Огури (Япония)
- Роб Нильссон (США)
- Сергей Соловьев (Россия)

## Жюри конкурса
в номинации лучший игровой фильм
- Кохэя Огури (Япония) председатель
- Эрик Богосян (США)
- Альберт Видершпиль (Германия)
- Нана Джорджадзе (Грузия)
- Пако Пош (Испания)
- Арсине Ханджян (Канада)

в номинации лучший документальный фильм
- Александр Роднянский (Россия) председатель
- Эрик Богосян (США)
- Артем Мелкумян (Армения)
- Ян-Хайден Смит (Великобритания)
- Энис Риза (Турция)

в номинации «Армянская панорама»
- Айк Балян (Нидерланды) председатель
- Эрик Назарян (США)
- Анета Ерзнкян (Армения)
- Норик Кешишян (Германия)
- Григор Арутюнян (Армения)

в номинации приза Международной федерации кинопрессы (ФИПРЕССИ)
- Джованни Оттоне (Италия)
- Жан-Макс Межан (Франция)
- Арцви Бахчинян (Армения)

в номинации приза экуменического жюри
- Гвидо Конвентса (Бельгия)
- Денис Мюллер (Франция)
- святой отец Геворг Сароян (Армения)

## Победители и лауреаты конкурса

### Лучший игровой фильм
ГРАН ПРИ — ЗОЛОТОЙ АБРИКОС
- «Другой берег» — Георгий Овашвили (Грузия)

специальный приз жюри — серебряный абрикос
- «Царапина» — Михал Роса (Польша)

Специальный диплом жюри
- «Осень» — Озджан Алпер (Турция)

### Лучший документальный фильм
ГРАН ПРИ — ЗОЛОТОЙ АБРИКОС
- «Бирманский видеорепортер: репортаж из закрытой страны» — Андерс Эстергорд (Дания)

специальный приз жюри — серебряный абрикос
- «Живые» — Сергей Буковский (Украина)

Специальный диплом жюри
- «Супермены из Малегаона» — Фаиза Ахмад Хан (Индия)

### Лучший фильм «Армянской панорамы»
ГРАН ПРИ — ЗОЛОТОЙ АБРИКОС
- «С любовью и благодарностью» — Арка Манукян (Армения)

Специальный диплом жюри
- «Кавказская пленница» — Левон Калантар (Армения)
- «Собственный мир» — Фредерик Балекджян (Франция)

## Другие призы
Приз Международной федерации кинопрессы (ФИПРЕССИ)
- «Осень» — Озджан Алпер (Турция)

Приз экуменического жюри
- «Другой берег» — Георгий Овашвили (Грузия)